# Behrang Safari
Behrang Safari (persky بهرنگ صفری, narozen 9. února 1985, Teherán, Írán) je švédský fotbalový obránce a reprezentant íránského původu, který v současné době hraje ve švýcarském klubu FC Basel 1893. Jeho rodina emigrovala z Íránu do Švédska, když mu byly dva roky.

## Reprezentační kariéra
Od roku 2008 nastupuje ve švédské fotbalové reprezentaci. Debutoval 13. ledna 2008 v přátelském utkání s domácím týmem Kostariky (výhra 1:0). Nastoupil v základní sestavě a hrál do 67. minuty.